# Mio Yamanaka
Mio Yamanaka (27 de outubro de 1995) é um jogadora de rugby sevens japonesa.

## Carreira
Mio Yamanaka integrou o elenco da Seleção Japonesa de Rugbi de Sevens Feminino, na Rio 2016, que foi 10º colocada.